# 群众路街道
群众路街道，是中华人民共和国陕西省宝鸡市金台区下辖的一个乡镇级行政单位。

## 行政区划
群众路街道下辖以下地区：
龙泉巷社区、王家碾社区、宝平路社区、北首岭社区、柳沟村、北庵村、五星村和八里村。
截止是2020年下辖6个社区、4个村:
龙泉巷社区、王家碾社区、宝平路社区、北首岭社区、金河尚居社区、金陵湾社区、柳沟村、北庵村、五星村、八里村